# Панкитъяха
Панкитъяха (устар. Панки-Яха) — река в России, протекает по Пуровскому району Ямало-Ненецкого АО. Устье реки находится в 7 км по правому берегу реки Пякупур. Длина реки составляет 25 км.

## Данные водного реестра
По данным государственного водного реестра России относится к Нижнеобскому бассейновому округу, водохозяйственный участок реки — Пур. Речной бассейн реки — Пур.
Код объекта в государственном водном реестре — 15040000112115300057107.